# Екои
Екои, наричани също еджагам, са етническа група, наброяваща около 166 хиляди души по южната част на границата между Нигерия и Камерун.
Екойският език е близък до езиците банту. Екои са тясно свързани в езиково и културно отношение с етническите групи ефик, ананг и ибибио, населяващи съседните части на югоизточна Нигерия. Според самите тях в миналото те са се преселили в днешните си земи от Камерун. Екои са известни с характерните си традиционни ритуални маски.